# Éclipse solaire du 5 février 2000
L'éclipse solaire du 5 février 2000 est une éclipse solaire partielle.

## Visibilité

Animation de l'éclipse du 5 février 2000.

Elle ne concerna que la majorité du continent Antarctique ; et le Sud de l'Océan Indien.